# ロルフ・ダールグレン
ロルフ・M・T・ダールグレン（Rolf Martin Theodor Dahlgren、1932年7月7日 - 1987年2月14日）は、スウェーデン人のデンマーク植物学者。コペンハーゲン大学の教授であったが、在職中に交通事故によって命を落とした。

## 略歴
スウェーデン南部のエレブルーで、薬屋のルドルフ・ダールグレンとその妻 Greta née Dahlstrand の間に生まれた。ロルフはルンド大学に進学、同校で1955年にMScを取得、さらに1963年にPh.D.を取得した。なおPh.D.を取得した論文は南アメリカのアスパラトゥス属などについての研究であった。
1973年にコペンハーゲン大学で教授となり、被子植物の分類体系を見直す仕事を始めた。それまでの分類で主に用いられていた形態形質よりも植物化学的な性質を重視してダールグレン体系と呼ばれる分類体系を成立させた。その成果については当初デンマーク語で発表され、急速に支持を集めた。またH. T. クリフォードとP. エオとの共著として発表された単子葉植物の分類体系は、分子時代にも大きな影響を与えた。1986年にはスウェーデン王立科学アカデミーの会員に選出された。
1987年にスウェーデンのスコーネで交通事故の被害にあい、急逝した。未完成のまま残されたダールグレン体系は、妻のガートルードによってまとめられ完成した。